# Pineville (Missouri)
Pineville é uma cidade  localizada no estado americano de Missouri, no Condado de McDonald.

## Demografia
Segundo o censo americano de 2000, a sua população era de 768 habitantes.
Em 2006, foi estimada uma população de 870, um aumento de 102 (13.3%).

## Geografia
De acordo com o United States Census Bureau tem uma área de
1,8 km², dos quais 1,8 km² cobertos por terra e 0,0 km² cobertos por água.

## Localidades na vizinhança
O diagrama seguinte representa as localidades num raio de 20 km ao redor de Pineville.